# Кубок Австралії з футболу 2024
Кубок Австралії з футболу 2024 — 10-й розіграш кубкового футбольного турніру у Австралії. Титул володаря кубка вдруге здобув Макартур.

## Календар
| Раунд            | Дата                     | Матчі | Клуби    |
| ---------------- | ------------------------ | ----- | -------- |
| Попередні раунди | 9 лютого – 24 липня 2024 |       | 759 → 32 |
| 1/16 фіналу      | 30 липня - 7 серпня 2024 | 16    | 32 → 16  |
| 1/8 фіналу       | 25–28 серпня 2024        | 8     | 16 → 8   |
| 1/4 фіналу       | 11–14 вересня 2024       | 4     | 8 → 4    |
| 1/2 фіналу       | 21-22 вересня 2024       | 2     | 4 → 2    |
| Фінал            | 29 вересня 2024          | 1     | 2 → 1    |

## 1/16 фіналу
| Команда 1                  | Рахунок      | Команда 2                |
| -------------------------- | ------------ | ------------------------ |
| 30 липня 2024              |              |                          |
| Мортон Сіті Ексельсіор (2) | 5:1          | Кемпбеллтаун Сіті (2)    |
| Оуклідж Каннонс (2)        | 3:1          | Сідней                   |
| О'Коннор Кнайтс (2)        | 1:2          | Макартур                 |
| Дарвін Гартс (2)           | 0:6          | Г'юм Сіті (2)            |
| 31 липня 2024              |              |                          |
| Блектаун Сіті (2)          | 2:3 дч       | Аделаїда Юнайтед         |
| Брісбен Сіті (2)           | 1:2          | Вестерн Сідней Вондерерз |
| Рокдейл Ілінден (2)        | 1:2          | Ньюкасл Юнайтед Джетс    |
| Петр Редстар (2)           | 1:4          | Квінсленд Лайонс (2)     |
| 3 серпня 2024              |              |                          |
| Перт Глорі                 | 5:4 дч       | Мельбурн Сіті            |
| 6 серпня 2024              |              |                          |
| Ламбтон Джаффас (2)        | 1:4          | Мельбурн Вікторі         |
| Саут Мельбурн (2)          | 1:0          | Веллінгтон Фенікс        |
| Мельбурн Србія (4)         | 1:1 пен. 4:1 | Модбурі Джетс (2)        |
| Олімпік Кінгсвей (2)       | 4:1          | Еджворт (2)              |
| 7 серпня 2024              |              |                          |
| Гейделберг Юнайтед (2)     | 3:1 дч       | Сентрал-Кост Марінерс    |
| НВС Спіріт (2)             | 3:0          | Гленорчі Кнайтс (2)      |
| Олімпік (2)                | 1:0 дч       | АПІА Лечгардт (2)        |

## 1/8 фіналу
| Команда 1                  | Рахунок      | Команда 2                |
| -------------------------- | ------------ | ------------------------ |
| 25 серпня 2024             |              |                          |
| Ньюкасл Юнайтед Джетс      | 3:4          | Макартур                 |
| Саут Мельбурн (2)          | 3:2 дч       | Олімпік (2)              |
| 27 серпня 2024             |              |                          |
| Г'юм Сіті (2)              | 1:0          | Мельбурн Србія (4)       |
| Квінсленд Лайонс (2)       | 0:4          | Вестерн Сідней Вондерерз |
| Олімпік Кінгсвей (2)       | 2:3          | Аделаїда Юнайтед         |
| 28 серпня 2024             |              |                          |
| Оуклідж Каннонс (2)        | 1:1 пен. 4:1 | Гейделберг Юнайтед (2)   |
| НВС Спіріт (2)             | 0:4          | Мельбурн Вікторі         |
| Мортон Сіті Ексельсіор (2) | 3:2          | Перт Глорі               |

## 1/4 фіналу
| Команда 1                  | Рахунок | Команда 2                |
| -------------------------- | ------- | ------------------------ |
| 11 вересня 2024            |         |                          |
| Г'юм Сіті (2)              | 2:3 дч  | Саут Мельбурн (2)        |
| 12 вересня 2024            |         |                          |
| Аделаїда Юнайтед           | 2:1 дч  | Вестерн Сідней Вондерерз |
| 14 вересня 2024            |         |                          |
| Оуклідж Каннонс (2)        | 0:1     | Макартур                 |
| Мортон Сіті Ексельсіор (2) | 0:4     | Мельбурн Вікторі         |

## 1/2 фіналу
| Команда 1         | Рахунок | Команда 2        |
| ----------------- | ------- | ---------------- |
| 21 вересня 2024   |         |                  |
| Мельбурн Вікторі  | 1:0     | Аделаїда Юнайтед |
| 22 вересня 2024   |         |                  |
| Саут Мельбурн (2) | 0:1     | Макартур         |

## Фінал
| 29 вересня 2024 12:10 (EEST) |

| Мельбурн Вікторі | 0:1      | Макартур   |
| ---------------- | -------- | ---------- |
|                  | Протокол | Яколиш 58' |

| Прямокутний стадіон, Мельбурн Глядачів: 13 239 Арбітр: Джонатан Баррейро |